# Cayratia saponaria
Cayratia saponaria är en vinväxtart som först beskrevs av Berthold Carl Seemann och George Bentham, och fick sitt nu gällande namn av Karel Domin. Cayratia saponaria ingår i släktet Cayratia och familjen vinväxter. Inga underarter finns listade i Catalogue of Life.